# Hergla (délégation)
Hergla est une délégation tunisienne dépendant du gouvernorat de Sousse.
En 2004, elle compte 7 913 habitants dont 4 034 hommes et 3 879 femmes répartis dans 1 695 ménages et 2 111 logements.